# كفر سنباط
كفر سنباط إحدى قرى مركز زفتى التابع لمحافظة الغربية بجمهورية مصر العربية. هو من القرى القديمة اسمه الأصلي كفر سنبموطيه، وقد ورد في قوانين الدواوين.

## السكان
بلغ عدد سكان كفر سنباط 7319 نسمة حسب تقدير عام 2018.
| السنة  | 1882 | 1897 | 1907 | 1927 | 1947 | 1960 | 1976 | 1986 | 1996 | 2006  | 2018 |
| ------ | ---- | ---- | ---- | ---- | ---- | ---- | ---- | ---- | ---- | ----- | ---- |
| القرية | 640  | 1111 | 1216 | 1521 | 1830 | 2365 | 3215 | 4138 | 4988 | 5,832 | 7319 |